# Puzhakkal
Puzhakkal es una ciudad censal situada en el distrito de Thrissur en el estado de Kerala (India). Su población es de 8609 habitantes (2011). Se encuentra a 5 km de Thrissur y a 76 km de Cochín.

## Demografía
Según el censo de 2011 la población de Puzhakkal era de 8609 habitantes, de los cuales 4078 eran hombres y 4531  eran mujeres. Puzhakkal tiene una tasa media de alfabetización del 96,04%, superior a la media estatal del 94%: la alfabetización masculina es del 97,24%, y la alfabetización femenina del 94,99%.